# Semaine fédérale internationale de cyclotourisme
La Semaine fédérale internationale de cyclotourisme, souvent simplement dite semaine fédérale (SF), est un rassemblement cyclotouriste organisé par la FFCT qui a lieu lors de la première semaine d'août chaque année dans une ville française métropolitaine différente. Elle existe depuis 1927 et rassemble entre 10 000 et 17 000 cyclotouristes. Cela en fait le plus grand rassemblement de ce type en Europe.
Néanmoins, depuis la Covid 19, le nombre des participants oscille entre 5 400 et 7 500.
En raison des Jeux olympiques de Paris, la 85e édition se déroule du 20 au 28 juillet 2024 à Roanne dans la Loire.
La 86e édition se déroulera du 3 au 10 août 2025 à Orléans dans le Loiret.
La 87e édition se déroulera du 2 au 9 août 2026 à Château-Gontier dans la Mayenne  et portera également le nom de Festival du cyclotourisme

## Principe
Chaque année, la première semaine d'août, des cyclotouristes de toute la France se rassemblent dans une ville tournante afin d'en découvrir les environs. La semaine fédérale est donc en droite ligne avec les principes fondateurs du cyclotourisme : faire du tourisme à vélo sans esprit de compétition.

## Parcours et activité

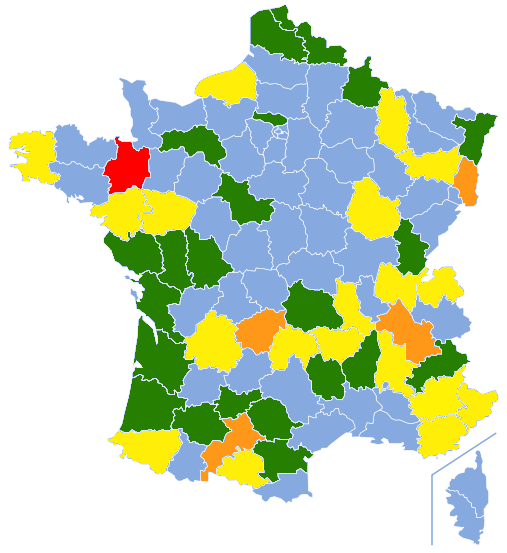
Carte du nombre de semaines fédérales internationales de cyclotourisme par département. Bleu = 0, Vert = 1, Jaune = 2, Orange = 3, Rouge = 4

Chaque jour, du dimanche au samedi suivant, un ensemble de parcours sur route est proposé. L'ensemble des parcours forme en général une fleur centrée sur la ville organisatrice, les parcours des différentes journées ressemblant à des pétales. Chaque jour ils vont dans une direction différente, par exemple le lundi vers le nord, le mardi vers le nord-est.. 4 à 5 parcours échelonnés en distance entre quelques dizaines de kilomètres et jusqu'à 200 km sont proposés chaque jour. Tous les cyclotouristes partent donc dans une même direction, les uns « coupant » plus rapidement que les autres,,. Des ravitaillements sont aménagés sur les circuits. Il est à noter que le jeudi est traditionnellement la journée du pique-nique et donc de parcours raccourcis. Cela permet de découvrir l'ensemble des environs avec leurs diverses attractions touristiques au bout de la semaine.
Si le cyclisme sur route reste l'activité principale, des circuits VTT sont également proposés. Depuis 1999, l'activité cyclo-découverte existe également, elle consiste à découvrir un lieu sous forme de visite guidée à vélo. Des excursions en randonnée pédestre sont aussi proposées.

## Histoire

### Généralité
La première édition de la semaine fédérale a eu lieu en 1927 à Castellane. Elle a été organisée par Charles Bernard, alors président du cyclo touring club varois de Toulon, avec le soutien du président de la FFSC André de Boubers .

### Villes d'accueil
| Année | Édition                                               | Ville d'accueil                                       | Département                                           | Nombre de participants (estimations)                  |
| ----- | ----------------------------------------------------- | ----------------------------------------------------- | ----------------------------------------------------- | ----------------------------------------------------- |
| 1927  | 1re                                                   | Castellane                                            | Alpes-de-Haute-Provence                               | 150                                                   |
| 1928  | 2d                                                    | Brive-la-Gaillarde                                    | Corrèze                                               |                                                       |
| 1929  | 3e                                                    | Aubenas                                               | Ardèche                                               |                                                       |
| 1930  | 4e                                                    | Mende                                                 | Lozère                                                |                                                       |
| 1931  | 5e                                                    | Aiguines                                              | Var                                                   |                                                       |
| 1932  | 6e                                                    | Noirmoutier                                           | Vendée                                                |                                                       |
| 1933  | pas de SF                                             |                                                       |                                                       |                                                       |
| 1934  | pas de SF                                             |                                                       |                                                       |                                                       |
| 1935  | pas de SF                                             |                                                       |                                                       |                                                       |
| 1936  | pas de SF                                             |                                                       |                                                       |                                                       |
| 1937  | pas de SF                                             |                                                       |                                                       |                                                       |
| 1938  | pas de SF                                             |                                                       |                                                       |                                                       |
| 1939  | pas de SF                                             |                                                       |                                                       |                                                       |
| 1940  | pas de SF                                             |                                                       |                                                       |                                                       |
| 1941  | pas de SF                                             |                                                       |                                                       |                                                       |
| 1942  | pas de SF                                             |                                                       |                                                       |                                                       |
| 1943  | 7e                                                    | Aurillac                                              | Cantal                                                |                                                       |
| 1944  | pas de SF                                             |                                                       |                                                       |                                                       |
| 1945  | 8e                                                    | Les Eyzies-de-Tayac-Sireuil                           | Dordogne                                              |                                                       |
| 1946  | 9e                                                    | Grenoble                                              | Isère                                                 |                                                       |
| 1947  | 10e                                                   | Nice                                                  | Alpes-Maritimes                                       |                                                       |
| 1948  | 11e                                                   | Bagnères-de-Luchon                                    | Haute-Garonne                                         |                                                       |
| 1949  | 12e                                                   | Clermont-Ferrand                                      | Puy-de-Dôme                                           |                                                       |
| 1950  | 13e                                                   | Colmar                                                | Haut-Rhin                                             |                                                       |
| 1951  | 14e                                                   | Dijon- Bar-le-Duc, itinérant                          | Côte-d'Or-Meuse                                       |                                                       |
| 1952  | 15e                                                   | Nice                                                  | Alpes-Maritimes                                       |                                                       |
| 1953  | 16e                                                   | Rennes-Morlaix, itinérant                             | Ille-et-Vilaine-Finistère                             |                                                       |
| 1954  | 17e                                                   | Saint-Étienne                                         | Loire                                                 |                                                       |
| 1955  | 18e                                                   | Foix                                                  | Ariège                                                |                                                       |
| 1956  | pas de SF                                             |                                                       |                                                       |                                                       |
| 1957  | 19e                                                   | Voiron                                                | Isère                                                 |                                                       |
| 1958  | 20e                                                   | Rennes-Nantes, itinérant                              | Ille-et-Vilaine-Loire-Atlantique                      |                                                       |
| 1959  | 21e                                                   | Ussel                                                 | Corrèze                                               |                                                       |
| 1960  | 22e                                                   | Pau                                                   | Pyrénées-Atlantiques                                  | 360                                                   |
| 1961  | 23e                                                   | Saintes                                               | Charente-Maritime                                     | 325                                                   |
| 1962  | 24e                                                   | Toulon                                                | Var                                                   |                                                       |
| 1963  | 25e                                                   | Saint-Antonin-Noble-Val                               | Tarn-et-Garonne                                       | 600                                                   |
| 1964  | 26e                                                   | Digne-les-Bains                                       | Alpes-de-Haute-Provence                               |                                                       |
| 1965  | 27e                                                   | Le Puy-en-Velay                                       | Haute-Loire                                           | 550                                                   |
| 1966  | 28e                                                   | Albi                                                  | Tarn                                                  | 600                                                   |
| 1967  | 29e                                                   | Grenoble                                              | Isère                                                 |                                                       |
| 1968  | 30e                                                   | Mont-de-Marsan                                        | Landes                                                | 1000                                                  |
| 1969  | 31e                                                   | Rouen                                                 | Seine-Maritime                                        |                                                       |
| 1970  | 32e                                                   | Gap                                                   | Hautes-Alpes                                          | 1320                                                  |
| 1971  | 33e                                                   | Rennes                                                | Ille-et-Vilaine                                       |                                                       |
| 1972  | 34e                                                   | Saint-Dié                                             | Vosges                                                |                                                       |
| 1973  | 35e                                                   | Poitiers                                              | Vienne                                                | 900                                                   |
| 1974  | 36e                                                   | Brive-la-Gaillarde                                    | Corrèze                                               |                                                       |
| 1975  | 37e                                                   | Gourdan-Polignan ou Montréjeau                        | Haute-Garonne                                         | 1 270                                                 |
| 1976  | 38e                                                   | Valence                                               | Drôme                                                 | 2000                                                  |
| 1977  | 39e                                                   | Neufchâteau                                           | Vosges                                                | 1800                                                  |
| 1978  | 40e                                                   | Montauban                                             | Tarn-et-Garonne                                       | 2000                                                  |
| 1979  | 41e                                                   | Narbonne                                              | Aude                                                  | 2400                                                  |
| 1980  | 42e                                                   | Pamiers                                               | Ariège                                                | 2 800                                                 |
| 1981  | 43e                                                   | Libourne                                              | Gironde                                               | 3000                                                  |
| 1982  | 44e                                                   | Haguenau                                              | Bas-Rhin                                              | 4 500                                                 |
| 1983  | 45e                                                   | Sallanches                                            | Haute-Savoie                                          |                                                       |
| 1984  | 46e                                                   | Nogaro                                                | Gers                                                  | 6 000                                                 |
| 1985  | 47e                                                   | Saint-Ouen-l'Aumône                                   | Val-d'Oise                                            | 2 500                                                 |
| 1986  | 48e                                                   | Guingamp                                              | Côtes-d'Armor                                         | 7 800                                                 |
| 1987  | 49e                                                   | Bourg-en-Bresse                                       | Ain                                                   | 6 500                                                 |
| 1988  | 50e                                                   | Roubaix                                               | Nord                                                  | 4 000                                                 |
| 1989  | 51e                                                   | Feurs                                                 | Loire                                                 | 8 000                                                 |
| 1990  | 52e                                                   | Mazères-sur-Salat                                     | Haute-Garonne                                         | 7 000                                                 |
| 1991  | 53e                                                   | Le Puy-en-Velay                                       | Haute-Loire                                           | 7 900                                                 |
| 1992  | 54e                                                   | Rouffach                                              | Haut-Rhin                                             | 12 000                                                |
| 1993  | 55e                                                   | Rouen                                                 | Seine-Maritime                                        | 7 500                                                 |
| 1994  | 56e                                                   | Mer                                                   | Loir-et-Cher                                          | 12 000                                                |
| 1995  | 57e                                                   | Lons-le-Saulnier                                      | Jura                                                  | 12 000                                                |
| 1996  | 58e                                                   | Cholet                                                | Maine-et-Loire                                        | 13 000                                                |
| 1997  | 59e                                                   | Albertville                                           | Savoie                                                | 12 200                                                |
| 1998  | 60e                                                   | Charleville-Mézières                                  | Ardennes                                              | 12 000                                                |
| 1999  | 61e                                                   | Rennes                                                | Ille-et-Vilaine                                       | 12 600                                                |
| 2000  | 62e                                                   | Bourg-en-Bresse                                       | Ain                                                   | 12 000                                                |
| 2001  | 63e                                                   | Crest                                                 | Drôme                                                 | 12 600                                                |
| 2002  | 64e                                                   | Quimper                                               | Finistère                                             | 16 000                                                |
| 2003  | 65e                                                   | Aurillac                                              | Cantal                                                | 13 000                                                |
| 2004  | 66e                                                   | Cernay                                                | Haut-Rhin                                             | 12 500                                                |
| 2005  | 67e                                                   | Oloron-Sainte-Marie                                   | Pyrénées-Atlantiques                                  | 12 500                                                |
| 2006  | 68e                                                   | Châteauroux                                           | Indre                                                 | 11 000                                                |
| 2007  | 69e                                                   | Périgueux                                             | Dordogne                                              | 15 000                                                |
| 2008  | 70e                                                   | Saumur                                                | Maine-et-Loire                                        | 14 500                                                |
| 2009  | 71e                                                   | Saint-Omer                                            | Pas-de-Calais                                         | 13 000                                                |
| 2010  | 72e                                                   | Verdun                                                | Meuse                                                 | 10 500                                                |
| 2011  | 73e                                                   | Flers                                                 | Orne                                                  | 13 000                                                |
| 2012  | 74e                                                   | Niort                                                 | Deux-Sèvres                                           | 12 000                                                |
| 2013  | 75e                                                   | Nantes                                                | Loire-Atlantique                                      | 11 000                                                |
| 2014  | 76e                                                   | Saint-Pourçain-sur-Sioule                             | Allier                                                | 12 000                                                |
| 2015  | 77e                                                   | Albi                                                  | Tarn                                                  | 15 000                                                |
| 2016  | 78e                                                   | Dijon                                                 | Côte-d'Or                                             | 12 000                                                |
| 2017  | 79e                                                   | Mortagne-au-Perche                                    | Orne                                                  | 10 000                                                |
| 2018  | 80e                                                   | Épinal                                                | Vosges                                                | 13 000                                                |
| 2019  | 81e                                                   | Cognac                                                | Charente                                              | 11 000                                                |
| 2020  | Report en raison de la pandémie de Covid-19 en France | Report en raison de la pandémie de Covid-19 en France | Report en raison de la pandémie de Covid-19 en France | Report en raison de la pandémie de Covid-19 en France |
| 2021  | 82e                                                   | Valognes                                              | Manche                                                | 6 000                                                 |
| 2022  | 83e                                                   | Loudéac                                               | Côtes-d'Armor                                         | 7 600                                                 |
| 2023  | 84e                                                   | Pont-à-Mousson                                        | Meurthe-et-Moselle                                    | 5 400                                                 |
| 2024  | 85e                                                   | Roanne                                                | Loire                                                 | 7500                                                  |
| 2025  | 86e                                                   | Orléans                                               | Loiret                                                |                                                       |
| 2026  | 87e                                                   | Château-Gontier-sur-Mayenne                           | Mayenne                                               |                                                       |

## Organisation

### Bénévoles
L'organisation de la semaine fédérale est confiée à une ligue ou à un club selon les cas et commence environ 4 ans avant l'événement. Il faut en effet environ 2 000 bénévoles pour la semaine,,.

### Infrastructures mises en place

#### Permanence
Le village fédéral, plus couramment appelé permanence, est le centre névralgique de la semaine fédérale. Il constitue en général le point de départ des circuits. Souvent installé dans un parc des expositions, la permanence accueille une foire cycliste permettant aux nombreux exposants de présenter leurs produits, principalement liés au monde cycliste ou à la gastronomie locale, aux participants. De plus, la permanence abrite souvent la cantine de l'événement,.

#### Hébergement
La semaine fédérale propose divers mode d'hébergement : camping, hébergement collectif, chez l'habitant ou à l'hôtel. Le premier est le plus répandu, en 1999 cela représentait environ 50 % des inscrits, en 2015 cette proportion devrait rester similaire,. Les campings fédéraux sont provisoires et sont installés sur des zones agricoles, aérodromes... À Niort, ils couvraient une surface de 40 hectares. Des allées sont aménagées à l'aide de bulldozers, les sanitaires sont transportés d'une année à l'autre entre les villes. Par ailleurs, des logements collectifs, typiquement des internats scolaires, les étudiants étant en vacances, sont mis à la disposition des cyclistes. Une offre d'hébergement chez l'habitant est également mise en place,.

### Financement
En 1999, le budget était de 6,5 millions de francs. En 2015, il est de 1,5 million d'euros. Pour l'estimation budgétaire d'Albi, dans le cas de la participation de 12 000 cyclotouristes, les principaux postes sont : la restauration (450 000 € de recettes, 300 000 € de dépenses), la location de la permanence (280 000 € de dépenses), l'hébergement (266 000 € de recettes, 190 000 € de dépenses), les inscriptions (285 000 € de recettes, 72 000 € de dépenses) et le secrétariat de l'organisation (180 000 € de dépenses). Dans le budget prévisionnel les subventions municipales ne représentent qu'entre 10 et 15 % selon le scénario retenu.

## Animations
La semaine fédérale est l'occasion d'animations organisées aussi bien par le comité d'organisation cyclotouristes que par les habitants des communes traversées et qui sont généralement gratuites. Les décorations des magasins sont ainsi courantes, les dégustations de produits du terroirs également.

## Participants
Le nombre de participants oscillent depuis la fin des années 1990 entre 10 000 et 15 000 environ. En 1999 à Rennes, 50 % des inscrits étaient des femmes et 300 des étrangers. Parmi ces derniers, les Anglais comptaient pour moitié et les belges pour un quart. En 2015, on prévoit environ 1 000 étrangers. En outre, la semaine fédérale se veut intergénérationnelle avec l'organisation d'activités pour les jeunes, toutefois à la semaine fédérale de Saumur 80 % des participants avaient plus de 50 ans. Dans le détails 35 % avaient entre 50 et 59 ans, 45 % entre 60 et 69 ans.

## Conséquences

### Économiques
Le grand nombre de participants à la semaine fédérale constitue une manne économique importante pour les commerçants de la ville d'accueil. Ainsi on estime qu'en 2014, la semaine fédérale de Nantes devrait entraîner 4 millions d'euros de retombées économiques pour le département du Loire-Atlantique, en 2015 à Albi l'estimation est de 5 millions pour le Tarn,. Les cyclotouristes dépensent en effet aussi bien dans les restaurants qu'en produits alimentaires, de plus ils achètent vers la fin de leur séjour des cadeaux pour leurs proches. Dans le détail sur 4,2 millions de retombées prévues pour 2014 dans l'Allier, quasiment 1,4 sont des dépenses en restauration, 1,1 en hébergement, 0,48 en sorties et tout autant en souvenirs. Toujours selon les études effectuées lors de la semaine fédérale de Saumur, les cyclotouristes de la semaine fédérale dépensent en moyenne 320 € par jour, alors que pour un touriste moyen ce n'est que 54 €. Enfin 38 % des participants prolongent leur séjour dans la région au-delà de la semaine.

### Promotion d'une région
La semaine fédérale permet aux départements de mettre en avant leurs attractions touristiques : qu'elles soient historiques ou naturelles. Elle fait également découvrir les spécialités gastronomiques locales aux participants, les coopératives et syndicats de producteurs, ainsi que les chambres de commerce l'ont d'ailleurs bien compris comme le montrent leurs réponses très positives aux demandes des organisateurs pour l'organisation de manifestations.

### Indésirables
La présence d'un si grand nombre de cyclotouristes au même endroit au même moment perturbe la circulation routière dans les environs de la ville d'accueil. Pour limiter les problèmes, les organisateurs demandent aux cyclotouristes de ne pas former de peloton de plus de 20 unités. La préfecture est également associée à l'organisation pour les problèmes de sécurité routière.

## Événement similaire
La semaine fédérale forte de son succès a donné naissance à la Semaine européenne de cyclotourisme qui reprend le concept, mais les villes tournent dans toute l'Europe. Elle a lieu en juillet.
| Année | Édition | Ville d'accueil      | Pays               | Nombre de participants (estimations) |
| ----- | ------- | -------------------- | ------------------ | ------------------------------------ |
| 2005  | 1re     | Albertville          | France             |                                      |
| 2006  | 2d      | Krajenka             | Pologne            |                                      |
| 2007  | 3e      | Namur                | Belgique           |                                      |
| 2008  | 4e      | Sesimbra             | Portugal           |                                      |
| 2009  | 5e      | La Ferté-Saint-Aubin | France             | 1 200                                |
| 2010  | 6e      | Prudnik              | Pologne            | 618                                  |
| 2011  | 7e      | Marche-en-Famenne    | Belgique           | 1 360                                |
| 2012  | 8e      | Gijón                | Espagne            | 1 289                                |
| 2013  | 9e      | Yverdon-les-bains    | Suisse             | 1 476                                |
| 2014  | 10e     | Murtosa              | Portugal           | 1 190                                |
| 2015  | 11e     | Jovkva/Lviv          | Ukraine            | 325                                  |
| 2016  | 12e     | Auch                 | France             | 2 155                                |
| 2017  | 13e     | Diekirch             | Luxembourg         | 1 617                                |
| 2018  | 14e     | Staszów              | Pologne            | 832                                  |
| 2019  | 15e     | Belmonte             | Portugal           | 1 198                                |
| 2020  | 16e     | Banja Luka           | Bosnie-Herzégovine | annulée cause COVID 19               |
| 2021  | 16e     | Banja Luka           | Bosnie-Herzégovine | annulée cause COVID 19               |
| 2022  | 16e     | Meppel               | Pays-Bas           |                                      |
| 2023  | 17e     | Plasencia            | Espagne            |                                      |
| 2024  | 18e     | Vila Pouca de Aguiar | Portugal           |                                      |
| 2025  | 19e     | Prayssac             | France             |                                      |